# Antivenin

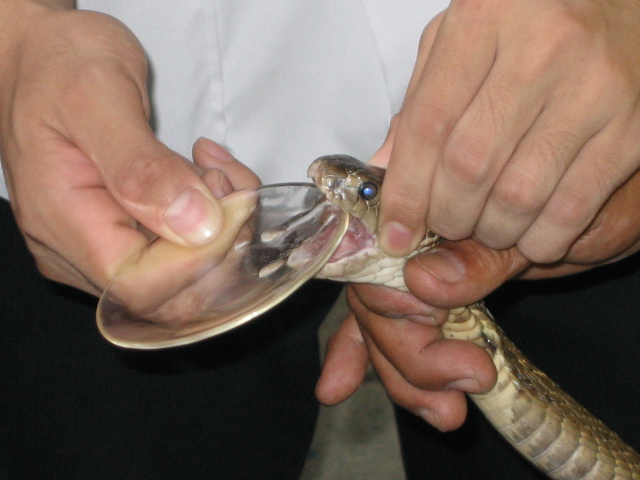
Extraction du venin d'un serpent.

Un antivenin est une composition biologique utilisée en guise de traitement contre des piqûres ou morsures venimeuses. L'antivenin est créé par extraction du venin du serpent, de l'araignée ou de l'insecte concerné. Le venin est ensuite dilué et injecté dans un cheval, un mouton, un lapin, ou une chèvre. Le système immunitaire du sujet animal réagit, produisant des anticorps contre la molécule active du venin qui peut être récolté dans le sang de l'animal et utilisé pour traiter l'envenimation. À l'international, les antivenins doivent se conformer aux règlementations de la pharmacopée et aux exigences de l'Organisation mondiale de la santé. Les antivenins sont très utilisés dans de nombreux pays, leur première utilisation datant de 1895.
Le terme d'antivenin se compose du mot « venin », qui, lui, provient du mot latin venenum, signifiant « poison ».

## Utilisation
Le principe de l'antivenin est le même que celui du vaccin, développé par Edward Jenner, à ceci près que la substance immunisante n'est pas injectée directement au patient, elle l'a été à des animaux et c'est leur sérum riche en anticorps qui est transfusé au patient. Les antivenins peuvent être catégorisés comme monospécifiques (lorsqu'ils sont efficaces contre une seule espèce venimeuse) ou polyspécifiques (lorsqu'ils sont efficaces contre plusieurs espèces). Les premiers antivenins concernant les serpents (appelés sérums antiophidiques) ont été développés par Césaire Phisalix et Albert Calmette, du Muséum d'histoire naturelle de Paris et de l'Institut Pasteur, travaillant sur un antidote contre la morsure des vipères et du Cobra indien (Naja naja). En 1901, Vital Brazil, à l'institut Butantan de São Paulo, au Brésil, développe les premiers antivenins monovalents et polyvalents contre les genres Crotalus et Bothrops d'Amérique du Sud et d'Amérique centrale, et aussi contre certaines espèces d'araignées, de scorpions, et de grenouilles venimeuses.
Les antivenins utilisés à des fins thérapeutiques sont souvent sous forme lyophilisée, mais d'autres ne sont disponibles que sous forme liquide et doivent rester au frais (sérums antivenimeux). La majorité des antivenins (dont les antivenins concernant les serpents) sont administrés par intraveineuse. Les antivenins contre les genres Synanceia et Latrodectus hasselti sont administrés par injection intramusculaire, mais l'efficacité de la voie intramusculaire a souvent été remise en question.
Un antivenin vise à arrêter les effets du venin, et donc tout dégât supplémentaire, mais n'inverse pas les dégâts déjà occasionnés. De ce fait, il doit être administré le plus vite possible après injection du venin. Depuis l'arrivée des antivenins, certaines morsures qui étaient invariablement mortelles ne le sont plus que rarement si l'antivenin est administré suffisamment tôt. Les antivenins sont purifiés par divers procédés, mais sont toujours accompagnés de protéines d'autres sérums agissant comme antigènes. Certains individus peuvent réagir à l'antivenin avec une hypersensibilité immédiate (choc anaphylactique) ou avec une hypersensibilité retardée. Quoiqu'il en soit, l'antivenin reste le seul traitement efficace face à un risque mortel. Une légende urbaine prétend qu'un individu allergique aux chevaux ne peut pas prendre d'antivenin, mais les effets secondaires peuvent être pris en charge, et l'antivenin doit être administré et les effets secondaires pris en charge.

## Disponibilité
Les antivenins ont été développés en fonction du venin associé aux animaux suivants :

### Araignées
| Antivenin                   | Espèce ou genre                              | Pays           |
| --------------------------- | -------------------------------------------- | -------------- |
| Funnel web spider antivenom | Atrax robustus                               | Australie      |
| Soro antiaracnidico         | Phoneutria                                   | Brésil         |
| Soro antiloxoscelico        | Loxosceles                                   | Brésil         |
| Suero antiloxoscelico       | Loxosceles laeta                             | Pérou          |
| Aracmyn                     | Toute espèce de Loxosceles et de Latrodectus | Mexique        |
| Redback spider antivenom    | Latrodectus hasselti                         | Australie      |
| Black widow antivenom       | Veuve noire                                  | États-Unis     |
| SAIMR Spider antivenom      | Latrodectus cinctus                          | Afrique du Sud |
| Anti-venin anti-Latrodectus | Veuve noire                                  | Argentine      |

### Tiques
| Antivenin      | Espèce ou genre   | Pays      |
| -------------- | ----------------- | --------- |
| Tick antivenom | Tique paralysante | Australie |

### Insectes
| Antivenin         | Espèce ou genre | Pays   |
| ----------------- | --------------- | ------ |
| Zoro antilonomico | Lonomia obliqua | Brésil |

### Scorpions
| Antivenin                                       | Espèce ou genre | Pays           |
| ----------------------------------------------- | --- | -------------- |
| Inoscorpi MENA (Moyen-Orient & Afrique du Nord) | Androctonus australis, Androctonus mauritanicus, Androctonus crassicauda, Buthus occitanus occitanus, Buthus occitanus mardochei, Leiurus quinquestriatus quinquestriatus, Leiurus quinquestriatus hebraeus. | Espagne        |
| Alacramyn                                       | Centruroides limpidus, C. noxius, C. suffusus | Mexique        |
| Suero Antialacran                               | Centruroides limpidus, C. noxius, C. suffusus | Mexique        |
| Antivenin polyvalent tunisien                   | Toute espèce de scorpions iraniens | Tunisie        |
| Anti-Scorpion Venom Serum I.P. (AScVS)          | Hottentotta tamulus | Inde           |
| Anti-scorpionique                               | Androctonus spp., Buthus spp. | Algérie        |
| Anti-scorpionique                               | Scorpion noir, Buthus occitanus | Maroc          |
| Soro antiscorpionico                            | Tityus spp. | Brésil         |
| SAIMR scorpion antivenin                        | Parabuthus spp. | Afrique du Sud |
| Purified prevalent Anti-Scorpion Serum (equine) | Scorpions Leiurus spp. & Androctonus | Égypte         |

### Animaux marins
| Antivenin                   | Espèce ou genre   | Pays      |
| --------------------------- | ----------------- | --------- |
| CSL box jellyfish antivenom | Chironex fleckeri | Australie |
| CSL stonefish antivenom     | Synanceia         | Australie |

### Serpents
| Antivenin                                                                       | Espèce ou genre | Pays             |
| ------------------------------------------------------------------------------- | --- | ---------------- |
| Inoserp MENA (Moyen-Orient & Afrique du Nord)                                   | Bitis arietans, Cerastes cerastes, Cerastes gasperettii, Cerastes vipera, Daboia deserti, Daboia mauritanica, Daboia palaestinae, Echis carinatus sochureki, Echis coloratus, Echis khosatzkii, Echis leucogaster, Echis megalocephalus, Echis omanensis, Echis pyramidum, Macrovipera lebetina obtusa, Macrovipera Iebetina transmediterranea, Macrovipera Iebetina turanica, Montivipera bornmuelleri, Montivipera raddei kurdistanica, Pseuocerastes fieldi, Pseudocerastes persicus, Vipera latastei, Naja haje, Naja nubiae, Naja pallida and Walterinnesia aegyptia. | Espagne          |
| Inoserp PAN-AFRICA                                                              | Echis ocellatus, Echis leucogaster, Echis pyramidum, Bitis arietans, Bitis rhinoceros, Bitis nasicornis, Bitis gabonica and Dendroaspis polylepis, Dendroaspis viridis, Dendroaspis angusticeps, Dendroaspis jamesoni, Naja nigricollis, Naja melanoleuca, Naja haje, Naja pallida, Naja nubiae, Naja katiensis and Naja senegalensis. | Espagne          |
| Antivenin polyvalent                                                            | Crotalus durissus sud-américain, et Bothrops asper fer-de-lance | Mexique          |
| Antivenin polyvalent                                                            | Crotalus durissus sud-américain, et Bothrops asper fer-de-lance | Amérique du Sud  |
| Antivenin polyvalent                                                            | Echis carinatus, Daboia russelli, Naja naja, Bungarus caeruleus | Inde             |
| Death adder antivenom                                                           | Agkistrodon contortrix | Australie        |
| Taipan antivenom                                                                | Oxyuranus | Australie        |
| Black snake antivenom                                                           | Pseudechis spp. | Australie        |
| Tiger snake antivenom                                                           | Austrelaps, serpents-tigre, Pseudechis spp. | Australie        |
| Brown snake antivenom                                                           | Pseudonaja | Australie        |
| Polyvalent snake antivenom                                                      | Nombreuses espèces de serpents australiens | Australie        |
| Sea snake antivenom                                                             | Hydrophiinae | Australie        |
| Vipera tab                                                                      | Vipera spp. | États-Unis       |
| Polyvalent crotalid antivenom (CroFab—Crotalidae Polyvalent Immune Fab (Ovine)) | Crotalinae nord-américains | Amérique du Nord |
| Soro antibotropicocrotalico                                                     | Crotalinae | Brésil           |
| Antielapidico                                                                   | Serpents corail | Brésil           |
| SAIMR polyvalent antivenom                                                      | Mambas, Cobras, cobras cracheurs, Bitis (B. worthingtoni, B. atropos, B. caudalis, B. cornuta, B. heraldica, B. inornata, B. peringueyi, B. schneideri, B. xeropaga) | Afrique du Sud   |
| SAIMR echis antivenom                                                           | Echis | Afrique du Sud   |
| SAIMR Boomslang antivenom                                                       | Serpents des arbres | Afrique du Sud   |
| Panamerican serum                                                               | Serpents corail | Costa Rica       |
| Anticoral                                                                       | Serpents corail | Costa Rica       |
| Anti-mipartitus antivenom                                                       | Serpents corail | Costa Rica       |
| Anticoral monovalent                                                            | Serpents corail | Costa Rica       |
| Antimicrurus                                                                    | Serpents corail | Argentine        |
| Coralmyn                                                                        | Serpents corail | Mexique          |
| Anti-micruricoscorales                                                          | Serpents corail | Colombie         |